# غاردوني ريفييرا

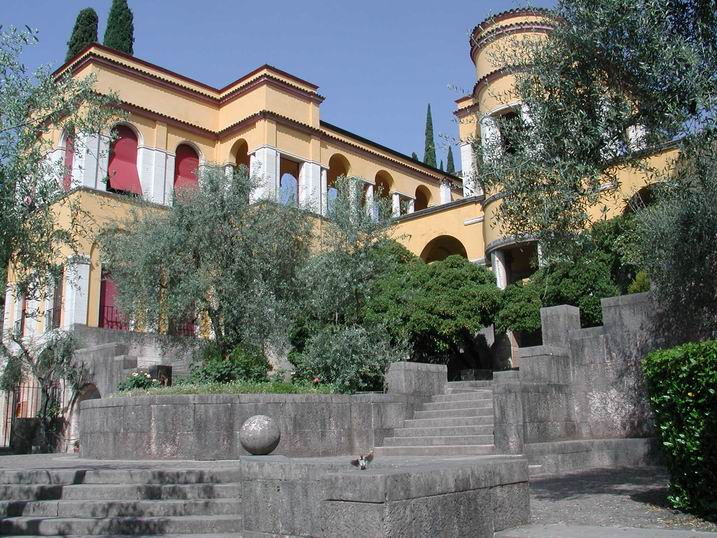
Il Vittoriale degli Italiani in Gardone Riviera

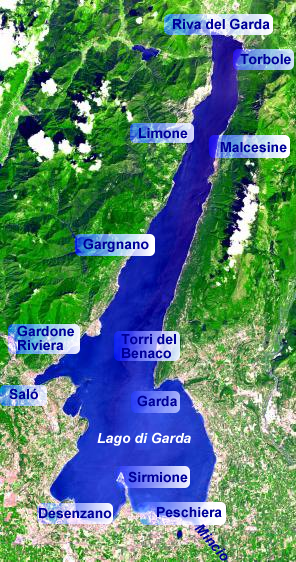
غاردوني على الشاطيء الغربي لبحيرة غاردا.

غاردوني ريفييرا Gardone Riviera هي مدينة أيطالية سياحية صغيرة تقع على الشاطيء الغربي من بحيرة غاردا. يبلغ عدد سكانها نحو 17.000 نسمة، وهي تقع بالقرب من مدينة سالو، ومقابلة لمدينة غاردا التي تقع على الشاطيء الشرقي للبحيرة.
تتكون مدينة غاردوني من جزئين: «غاردوني سوتو» و «غاردوني سوبرا». يحيط بالمدينة عدة تلال عالية خضراء تعطيها طقسا معتدلا وتنتشر فيها نباتات البحر الأبيض المتوسط مثل الموالح والأغاف ووأشجار السرو. تشتهر المدينة بحدائقها الجميلة.

## السكان
في سنة 1861 بلغ عدد السكان 1٬527 نسمة، وتطور العدد ليصل في سنة 2011 لـ 2٬713 نسمة.
يظهر هذا المخطط البياني تطور النمو السكاني لـ غاردوني ريفييرا

## موقعها
تقع مدينة غاردوني على الشاطيء الغربي لبحيرة غاردا. وهي تكون مع مناطق أخرى شمالها وجنوبها «ليموني سول غاردا» و «تريموسيني» و «غاردونانو» و «توسكولانو-ماديرنو»، وغاردوني وٍ«سالو» ما يسمى «رفييرا الموالح» Riviera dei limoni.
تربط معديات بحرية بين مدينتي غاردا وغاردوني، وبعض المعديات تنقل أيضا السيارات.

## المعالم السياحية

### فيتوريالي دجلي إيطالياني
مبنى «فيتوريالي دجلي إيطالياني» هو نصب تذكاري لانتصار إيطاليا. كان في الأصل بيت الشاعر الإيطالي «غابريلي دانونسيو» الذي أقام به خلال السنوات 1921 حتى 1938 . وقد أصبح هذا المبنى وما حوله متحفا كبيرا تبلغ مساحته نحو 9 هكتار.
ويوجد بمنطقة المتحف أيضا مسرحا مفتوحا، يرجع تصميمه إلى عام 1930، ولكن تم تدشينه في 8 أعسطس 1953 بتقديم عرض موسيقي من «سكالا ميلانو». تسع صالة المسرح لنحو 1500 مشاهد، ويحد جدار «فيتوريالي دجلي إيطالياني» المقاعد الخلفية للمسرح.
أجزاء المبنى ملونة بألوان مختلفة: الأبيض، والأصفر، والأحمر الغامق. ولم يقم الشاعر «دانونسيو» ببناء البيت بالكامل ولكنه اشتراه في عام 1921 من المؤرخ الألماني «هنري توده». وقد احتفظت الحكومة الإيطالية بالمبى بعد الحرب العالمية الثانية واعلنته نصبا تذكاريا.
طلب الشاعر «دانونسيو» من المهندس المعماري «جيان كارلو ماروني» إعادة تصميم البيت وإضافة بعض الأجزاء إليه، ثم أورث في عام 1938 وهو عام وفاته هذا المبنى للحكومة الإيطالية التي جعلت منه «الفيتوريالي».

### حديقة النباتات
أقام عالم الأحياء «أرتور هروسكا» هذه الحديقة على مساحة 10.000 متر مربع في عام 1910 . وحتى عام 1970 بلغ عدد أنواع الأشجار النباتات فيه أكثر من 2000 نوع من مختلف أنحاء العالم.
تنتمي الأشجار ونباتات الحديقة إلى أنواع آتية من أفريقيا وأمريكا الجنوبية وآسيا وأوروبا وأستراليا. ورود وأزهار وأشجار موالح وسرو، وجداول وشلالات، وبحيرات أسماك «كوي» النادرة، وأشجار التين الشوكي وشجر الصبار. وتماثيل من الهند ومن المغرب وجميعها في تناسق جميل.

## الموقع
انظر خريطة إيطاليا أسفله

## اقرأ أيضا
- بحيرة غاردا
- غاردا
- بيسكيرا دل غاردا
- سيرميوني
- ريفا دل غاردا

مقاطعة بريشا